# 毛金腰
毛金腰（学名：Chrysosplenium pilosum），为虎耳草科金腰属下的一个植物种。